# The Inside Story
The Inside Story is een Amerikaanse filmkomedie uit 1948 onder regie van Allan Dwan.

## Verhaal
Tijdens de crisisjaren brengt een agent van een incassobureau een bezoek aan een klein stadje met 1000 dollar voor een plaatselijke boer. In afwachting van diens komst stopt de agent het geld voor de veiligheid in een kluis in zijn hotel. Het geld wordt echter bij vergissing weggenomen.

## Rolverdeling
| Acteur            | Personage          |
| ----------------- | ------------------ |
| Marsha Hunt       | Francine Taylor    |
| William Lundigan  | Waldo Williams     |
| Charles Winninger | Oom Ed             |
| Gail Patrick      | Audrey O'Connor    |
| Gene Lockhart     | Horace Taylor      |
| Florence Bates    | Geraldine Atherton |
| Hobart Cavanaugh  | Mason              |
| Allen Jenkins     | Eddie              |
| Roscoe Karns      | Eustace Peabody    |
| Robert Shayne     | T.W. O'Connor      |
| Will Wright       | J.J. Johnson       |
| William Haade     | Rock               |
| Frank Ferguson    | Eph                |
| Tom Fadden        | Ab Follansbee      |